# Taisei Fujita
Taisei Fujita (藤田 泰成 Fujita Taisei?), född 31 januari 1982 i Kochi prefektur, är en japansk fotbollsspelare.
Fujita började sin karriär 2000 i Nagoya Grampus Eight. Efter Nagoya Grampus Eight spelade han för FC Tokyo, Tokyo Verdy, Tokushima Vortis och FC Machida Zelvia. Han avslutade karriären 2014.